# Terruggia
Terruggia (piemontesisch Trugia) ist eine Gemeinde in der italienischen Provinz Alessandria (AL), Region Piemont.

## Lage und Einwohner
Die Gemeinde Teruggia liegt 27 km nordwestlich von der Provinzhauptstadt Alessandria und 7 km südlich von Casale Monferrato auf einer Höhe von 199 m über dem Meeresspiegel. Das Gemeindegebiet umfasst eine Fläche von 7 km² und hat 881 (Stand 31. Dezember 2023) Einwohner.
Die Nachbargemeinden sind Casale Monferrato und Rosignano Monferrato.

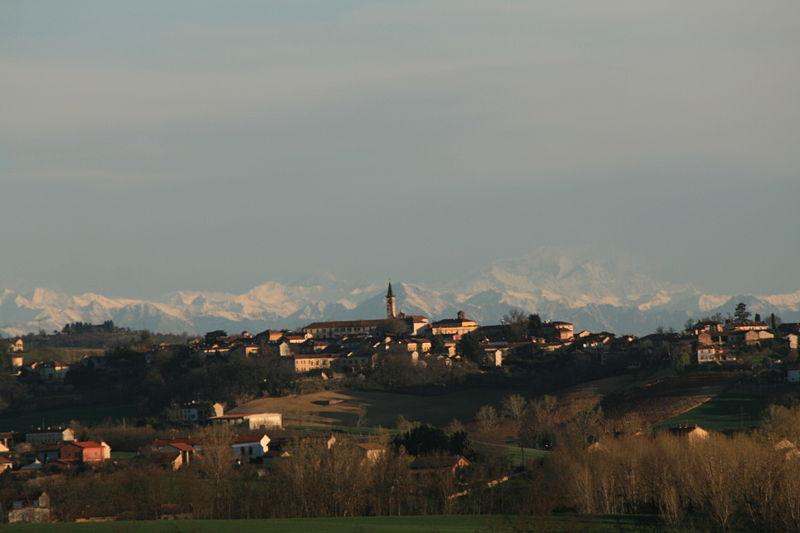
Panorama

## Geschichte
Aufgrund der schwankenden und widersprüchlichen mittelalterlichen Dokumentation konnte der Ortsname nicht eindeutig rekonstruiert werden. In Dokumenten aus dem Mittelalter wurde es 1240 unter dem Namen Turricola erwähnt.
Seine Ursprünge reichen bis in die Antike zurück, wie zahlreiche römische Funde in der Gegend belegen. Das erste Dokument über die Besiedlung stammt aus dem Jahr 1200 und ist ein kaiserliches Diplom, mit dem seine Gebiete den Markgrafen von Occimiano geschenkt wurden. Anschließend wurde es Teil der Herrschaftsgebiete des Monferrato und von diesen an verschiedene lokale Familien verkauft, darunter das Arborio von Gattinara, das Cozio von Salabue und Montiglio, die Galanti, die Gambera, die Mossi, die Delponte von Casale und die Bobbas. Ihre Nähe zu Casale verwickelte sie unweigerlich in die komplexen historischen Ereignisse. Im 18. Jahrhundert gelangte es in den Besitz der Savoyer.

## Sehenswürdigkeiten
- Die Pfarrkirche San Martino, deren Bau 1574 von Crescentino Caselli begonnen wurde und deren Innenraum zwischen 1925 von den Malern Luigi und Carlo Morgari und mit Hilfe des Malers Ponzetti von Crescentino dekoriert wurde.
- Das im 17. Jahrhundert erbaute Oratorium von San Grato in Form eines kleinen Tempels mit achteckigem Grundriss und gewölbtem Dach.
- Die Villa Adele, ein Palast aus dem 17. Jahrhundert, der im 19. Jahrhundert restauriert wurde und dem das Oratorium von San Girolamo Emiliani angegliedert ist.
- Das Rathaus, in dem auch die Säle des Stadttheaters untergebracht sind.
- Die Villa Pavia aus dem 18. Jahrhundert.
- Die Überreste der Stadtmauer aus dem Spätmittelalter.
- Der Torre Veglio, erbaut 1866, auf einem Hügel in der Weinbaulandschaft. Der Turm ist auch im Wappen abgebildet und dient nach einer Renovation heute als Übernachtungsmöglichkeit.[3]

## Kulinarische Spezialitäten
Bei Terruggia werden Reben der Sorte Barbera für den Barbera d’Asti, einen Rotwein mit DOCG Status, sowie für den Barbera del Monferrato angebaut. 
Im Dorf sind fünf Infernot erhalten, einer unter dem Rathaus, der ganzjährig besichtigt werden kann. Diese von Hand, in den Tuff, gegrabenen fensterlosen Keller dienen hauptsächlich der Lagerung von Weinflaschen. Sie sind eine Besonderheit im Unteren Monferraro.

## Gemeindepartnerschaft
- La Tour-de-Salvagny, Frankreich